# جرج ای. وگمن
جرج ای. وگمن (به انگلیسی: George A. Waggaman) سناتور سابق عضو حزب ملی جمهوری‌خواه بود. وی در سال ۱۸۳۱ تا ۱۸۳۵ میلادی سناتور ایالت لوئیزیانا در سنای ایالات متحده آمریکا بود.